# Политика в «Симпсонах»
Политика как одна из общих тем в анимационном телевизионном сериале Симпсоны, затрагивает реальную американскую политику. Некоторые американские консерваторы выступают против сериала из-за грубого юмора и непочтительности к семейным ценностям.
Политические темы включают гомофобию и гей-браки (в эпизодах «Homer's Phobia» и «There's Something About Marrying»), проблемы мигрантов («Much Apu About Nothing», «Midnight Rx», «Coming to Homerica»), наркотический и алкогольный контроль («Brother's Little Helper», «Weekend at Burnsie's», «Homer vs. the Eighteenth Amendment», «Duffless», «E-I-E-I-(Annoyed Grunt)», и «Days of Wine and D'oh'ses»), право на оружие («The Cartridge Family»), экологические проблемы («The Old Man and the Lisa», «Trash of the Titans», «Lisa the Tree Hugger», «The Wife Aquatic», «The Squirt and the Whale», особенно в полнометражном фильме (Симпсоны в кино), выборы («Two Cars in Every Garage and Three Eyes on Every Fish», «Sideshow Bob Roberts», «Mr. Spritz Goes to Washington», «See Homer Run», «E Pluribus Wiggum», «Politically Inept, with Homer Simpson») и коррупцию («Mr. Lisa Goes to Washington»).